# Gelijkenis van de schat in de akker, de parel en het visnet

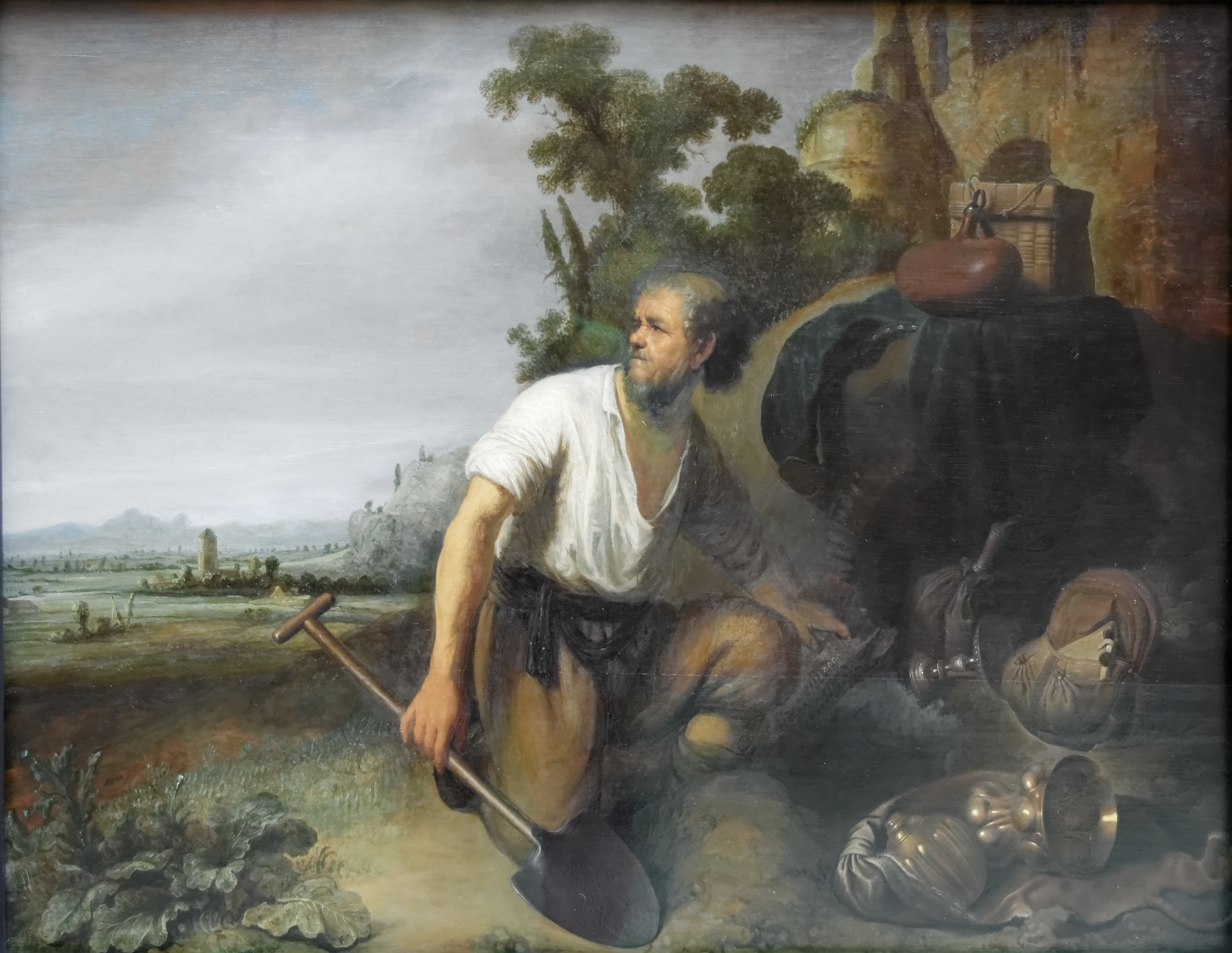
Gelijkenis schat in de akker.

De gelijkenis van de schat in de akker, de parel en het visnet is een parabel die werd verteld door Jezus volgens Matteüs 13:44-50.
De gelijkenis van de schat in de akker komt ook voor in het apocriefe Thomasevangelie 109. Het Thomasevangelie bevat ook gelijkenissen die iets afwijken van de versie in Matteüs, namelijk over een parel in Logion 76 en over een visnet in Logion 8.

## Inhoud

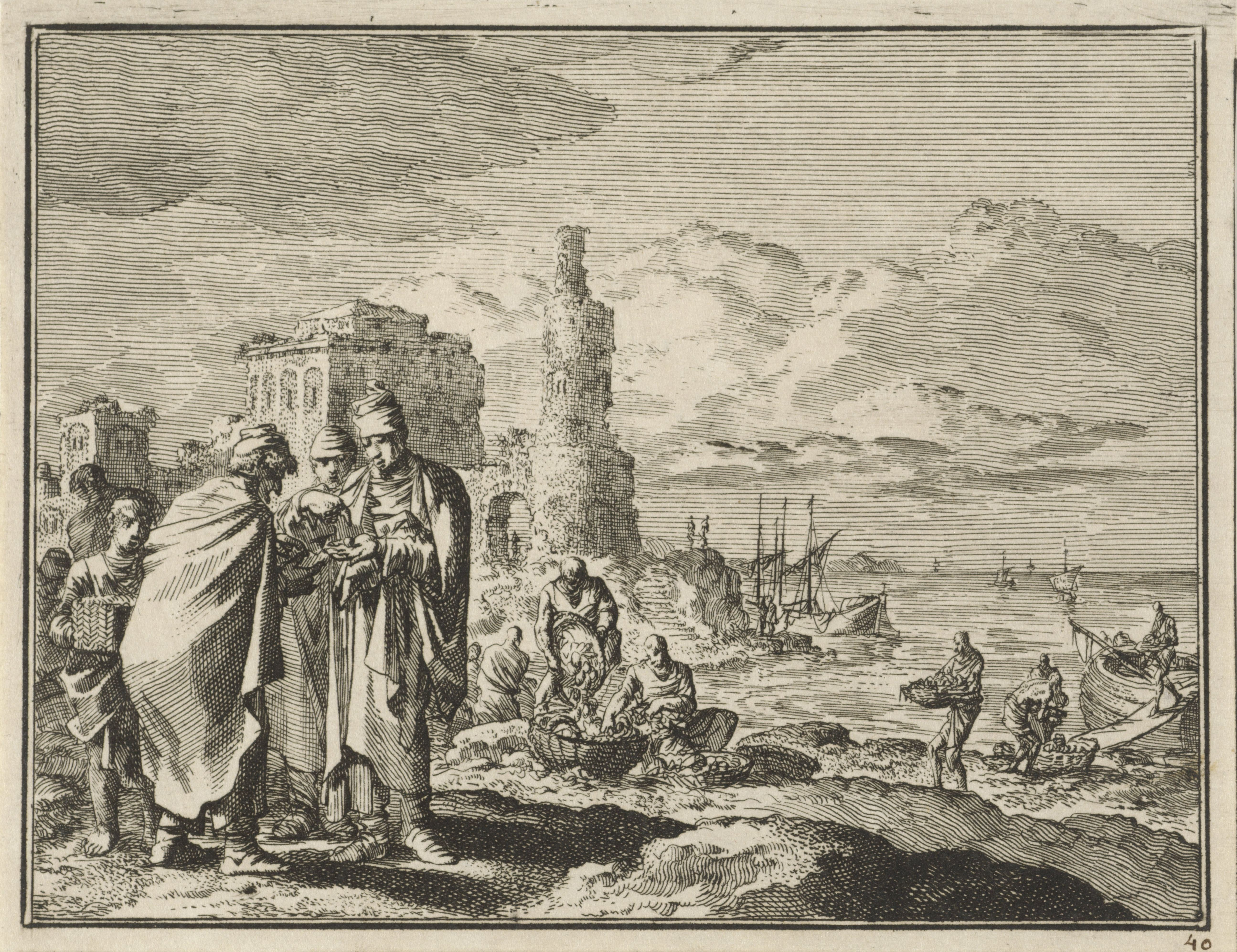
Gelijkenis van de parel

Jezus zei dat het met het koninkrijk van de hemel net zo is als een schat die in een akker was verborgen. Toen een man de schat vond, verborg hij deze weer, verkocht al zijn bezittingen en kocht die akker. Ook vond een koopman een parel van uitzonderlijk grote waarde. Ook hij verkocht al zijn bezittingen en kocht de parel. In het Thomasevangelie vindt een koopman een parel tussen een lading koopwaar die hij had gekocht. Hij was wijs en gaf de koopwaar terug, maar kocht alleen de parel.
Daarna vergeleek Jezus het koninkrijk van de hemel met een sleepnet. Dit werd in een meer geworpen en toen het werd opgehaald was het vol met allerlei soorten vissen. Het net werd op de oever getrokken en de vissen werden gesorteerd. De goede vissen werden in kuipen gedaan, de slechte vis werd weggegooid. Volgens Jezus zou het net zo gaan bij de voltooiing van deze wereld: "de engelen zullen eropuit trekken en de kwaadwilligen van de rechtvaardigen scheiden, en ze zullen hen in de vuuroven werpen, waar ze zullen jammeren en knarsetanden." In het Thomasevangelie is 'de mens' als een wijze visser. Toen hij zijn net ophaalde, zat het net vol kleine vissen. Tussen deze kleine vissen ontdekte de visser een grote vis. Hij wierp de kleine vissen terug en koos zonder moeite de grote vis.

## Interpretatie per onderwerp

### Schat in de akker
Een allegorische interpretatie komt voornamelijk voor bij de Vergadering van gelovigen en vergelijkbare geloofsgemeenschappen die trouw zijn aan de Bijbel. Hier neemt men aan dat Jezus zelf de beschreven persoon is. De schat zijn de nieuwtestamentische gelovigen. Volgens andere interpretaties verwijst de schat naar het volk Israël.
In een andere interpretatie, zoals die van Georg Singe, gaat ervan uit dat de schat in het veld een beeld is van het koninkrijk van God en de gelijkenis wijst een weg naar God. De persoon die de schat heeft gevonden, moet eerst alles wat hij heeft verkopen om het veld en de verborgen schat in bezit te krijgen. Pas dan is de schat van hem.
Volgens Dietrich Bonhoeffer moet men om christen te zijn een christen zijn met volledige toewijding. Deze gelijkenis is het eerste kenmerk van "dure genade" dat Bonhoeffer aanhaalt en onderscheidt van "goedkope genade".
Klaus Berger baseert zijn interpretatie van de parabel vooral op de uitspraak "en verkocht alles wat hij bezat". Hij komt tot de interpretatie dat het vroegste christendom een "bevrijdingsslag" omvatte die het afscheid van eigendom en familie betekende.

### De parel
De gelijkenis volgt direct op de gelijkenis van de schat in het veld en is vergelijkbaar in structuur en verklaring.
Er zijn verschillende interpretatievarianten voor de kostbare parel. Een mogelijkheid is om de parel als symbool van Christus te zien.
Verder wordt de parel ook gezien als afbeelding van de heilsbelofte, als geboorte van God in de ziel, als herinnering om het koninkrijk der hemelen voor het aardse te stellen, of, volgens Augustinus als de liefde voor de broeder en voor God.

### Het visnet
De meeste uitleggers beschouwen de gelijkenis van het visnet als een verkorte weergave van de gelijkenis van het onkruid onder het tarwe, of als een commentaarschema op de gelijkenis van het onkruid.
Eberhard Jüngel benadrukt het verschil in de gelijkenis tussen verzamelen (vissen vangen) en scheiden (vissen sorteren). Dit verschil moet eschatologisch worden begrepen en is de essentie van de heerschappij van God. Dit wordt ook aangegeven door de dreigende slotformule van "jammeren en knarsetanden", die waarschijnlijk een redactioneel supplement van Matteüs voorstelt en het bestraffende aspect van de Dag des oordeels onderstreept.